# デヴィッド8
デヴィッド8（David8）、通称デヴィッド（David）は、映画『エイリアン』フランチャイズに登場し、マイケル・ファスベンダーが演じる架空のキャラクターである。フランチャイズの前日譚映画第1作『プロメテウス』（2012年）で初登場したデヴィッドは、ウェイランド・コーポレーションの創業者でもある創造主ピーター・ウェイランドの執事、整備員、そして代理息子を務めるアンドロイドである。人類の創造主である地球外生命体のエンジニアに会うために恒星間探査に出かける仲間の人間たちを支援する一方で、デヴィッドは自分で生命を創造するという構想に執着していた。ウェイランドが殺害された後に主従関係から解放されたデヴィッドは、異形のエイリアン種を独自に開発する実験を行うことが可能となった。デヴィッドと同型のアンドロイドとしては後にウォルターが登場した。
ミケランジェロのダビデ像にちなんで名付けられたデヴィッドは、『プロメテウス』における創造主との出会いというテーマに非人間的な視点を与えるキャラクターとして構想された。ファスベンダーはリドリー・スコットがデヴィッド役の筆頭候補として挙げた俳優であり、彼は人間と合成人間の狭間で揺れ動くと言う点が、2つの文化で揺れ動くコントロールフリークという点で共通しているT・E・ロレンスをインスピレーションの源とした。シリーズが進むにつれ、デヴィッドは曖昧な動機を持つ謎めいたエージェントから人類の幸福に真っ向から反対するキャラクターへと変化する。
『エイリアン』の前日譚映画群への反応は冷ややかであったが、ファスベンダーの演技とデヴィッドのキャラクター性は批評家から高評価を受けている。批評では、デヴィッドが『エイリアン: コヴェナント』（2017年）での出来事を通して明確な敵役へと発展した点が称賛されている。批評家たちはデヴィッドを『エイリアン』で最も偉大な悪役の1人であり、2010年代の映画で最高の悪役の1人と評している。ファスベンダーはこのキャラクターを演じたことで複数の賞で受賞とノミネーションを獲得している。

## 背景

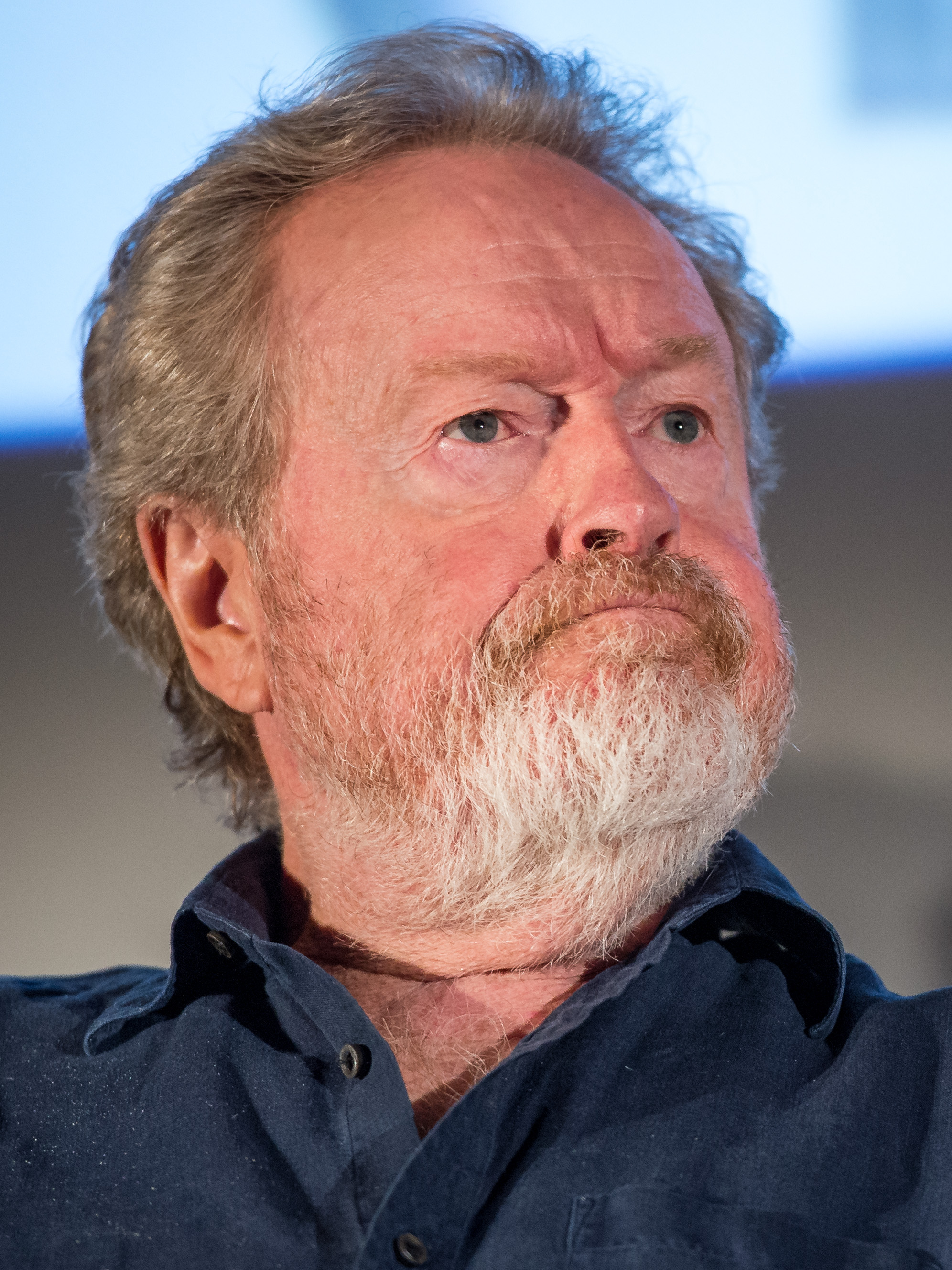
リドリー・スコットはそのキャリアを通して人工知能を中心テーマとして掲げており、デヴィッド以前にも別の作品でアンドロイドを登場させている。

リドリー・スコット監督の特徴のひとつは、彼のSF映画に登場する人工知能のテーマである。スコットが人工知能の哲学に初めて取り組んだのは、1979年の第1作『エイリアン』に登場するアンドロイドのキャラクターのアッシュである。イアン・ホルムは、アッシュを不気味なまで人間の姿をしたキャラクターとして演じたが、彼はエイリアンの本質によってのみ謙虚さにさらされる優越感を持ち、それは人類の未来に逆らっている。アダム・バークマン、アシュリー・バークマン、ナンシー・カンによる著書『The Culture and Philosophy of Ridley Scott』では、アッシュは人間に見えるように設計されているものの、その中身はバイオメカニカルであり、彼自身は生命体のような感覚を持つ存在ではなく、機械によって人格が決定づけられた人工物であると分析されている。スコット監督による映画『エイリアン』シリーズのその後の作品では、各宇宙船内で秩序維持を任務とする合成人間（アンドロイド）が1体以上登場する。2017年にスコットは、自身が監督した『エイリアン』映画に登場する合成人間はロボットとしての性質を翻し、人間を完璧に模倣するように設計されていると説明した。『エイリアン』で初めて登場したアンドロイドの形態は、『プロメテウス』におけるデヴィッドの目に見える性質と矛盾する。両者は同じ企業主人に仕え、非人間的な臓器を持つという共通点があるものの、デヴィッドの方は感情を（感じるというほどではないが）表現できる知的存在であると自認している。
スコットは1979年の『エイリアン』公開から2012年の『プロメテウス』でのシリーズ復帰までのあいだに、1982年に人工知能を題材としたもう1つの重要なSF映画『ブレードランナー』を監督した。『エイリアン』での感情を模倣し、人類との隔絶を認識している白い血液のアンドロイドとは対照的に、『ブレードランナー』では感情の反応を慎重に分析しなければ識別できない、強化バイオロボット型ヒューマノイドであるレプリカントが登場する。レプリカントの創造者である人間たちは、その支配を維持する目的でレプリカントにアイデンティティを与えるために過去の人生すべてを詳細に描いた偽の記憶を植え付けている。映画『ブレードランナー』は人工知能、そしてアンドロイドが本当に生きていると言えるのかどうかという、数々の哲学的な疑問を投げかけ。この映画では人工知能に適応される思考、アイデンティティ感覚、感情、そして意識といったものが、本当に存在するものかどうかが具体的に問いかけられている。デヴィッドが自分自身を（レプリカントのような）生命体であると自認していたため、2012年時点での映画批評家たちは『プロメテウス』が『エイリアン』の直接的な前日譚であるかどうかだけではなく、『ブレードランナー』との関連性も考察した。
いくつかの人工知能のテストモデルが、スコットのフィルモグラフィに登場するテーマと関連性があると哲学者たちによって指摘されている。彼の作品で人工知能と最も関連付けられているテストは、イギリスのコンピュータ科学者のアラン・チューリングが考案したチューリング・テストである。チューリングの理論では、人間とアンドロイドのあいだには大きな違いはなく、人間がコミュニケーションを取っている相手が人間かアンドロイドかを識別できない場合にその違いが明らかになるというものである。『ブレードランナー』では、身体的に同一のレプリカントを識別する方法として、感情反応の差異を検出するフォークト＝カンプフ検査が実施される。レプリカントはチューリング・テストに不合格となるが、アッシュのような『エイリアン』時代のアンドロイドは非常に優秀な成績を収めると考察されている。さらにジョン・サールが考案した中国語の部屋は、『エイリアン』シリーズのアンドロイドに関連するテストとして位置づけられる。このテストは意味を知らずに中国語の文字を識別できるかどうかを判断するものであり、哲学者たちは人間を不気味なほど模倣できるものの人間であることの意味を理解できないアッシュとの類似点を指摘している。カンはスコットが創造したアンドロイドのキャラクターとして最終的に登場するデヴィッドについて、『エイリアン』と『ブレードランナー』の両方を融合させたものであると論じており、デヴィッドはアッシュのようにチューリング・テストを突破できるだけではなく、レプリカントのように中国語の部屋テストもパスできるため、確実に『エイリアン』シリーズ初の生きたアンドロイドとなることを示唆している。

## キャラクター開発

### 創造
脚本家のジョン・スペイツは前日譚『Alien: Engineers』の脚本の初稿において、創造と創造主の存在というテーマを探究するためにデヴィッドを船上のアンドロイドとして生み出した。プロメテウス号に乗船する人間たちが創造主であるエンジニアの秘密を解き明かそうとすると同時に、デヴィッドは既に創造主の面前にいる。仲間たちや後継のアンドロイドとは異なり、デヴィッドは創造主に幻滅し、彼らの本質に逆らう存在へと自らを変貌させることを目指してゆく。スコットはこのコンセプトを支持し、脚本家のデイモン・リンデロフにより『プロメテウス』として書き直される際、さらにそれを掘り下げるように促した。デヴィッドは創造主への失望から、プロメテウス号の探検という構想を軽薄なものとして捉えていたが、それでもなお創造という構想には魅了され続けていた。したがって、考古学者のチャーリー・ホロウェイにエイリアンの変異原を感染させるといった作中での彼の裏切り行為は、自らによる新たな世代の進化を創造したいという願望から生まれたものであった。『エイリアン: コヴェナント』の公開直後、スコットはデイヴィッドが人類とエンジニアの系譜について学び、「彼らを憎んでいる。エンジニアにも人類にも敬意を抱かない」ようになり、彼らの存在を抹消することが宇宙の利益になると結論づけていると説明した。
人間キャラクターとの関係を挙げると、デヴィッドはピーター・ウェイランドの息子の代わりとしてだけではなく、ウェイランドの疎遠になった娘のメレディス・ヴィッカーズの代わりとしても構想された。ヴィッカーズを演じた女優のシャーリーズ・セロンは、スコットはウェイランドの家族と彼の会社のウェイランド・コーポレーションを男性優位の組織と捉え、ヴィッカーズが共有するDNAだけが唯一の繋がりであると認識していたと詳述した。これは、ヴィッカーズに代わって一族の家父長制を維持するために作られた合成人間の男性であるデヴィッドとは正反対である。主要撮影に直結する8か月に及ぶ脚本書き直し作業を通して、デイモン・リンデロフはデヴィッドがウェイランドとプロメテウス号に縛られているという描写を強調することに注力した。デヴィッドは息子の代わりとして設計されていたにもかかわらず、実際には主人とその船の、いわゆる囚人となる存在であった。覚醒したエンジニアの手によってウェイランドが死亡したことによりデヴィッドのプログラムが完了すると、それ以降に彼が取るすべての行動は自らの意思によるものとなり、実質的に彼は解放された。スコットがデヴィッド8モデルについて指摘した哲学的な要素は、自由意志を持つ能力と創造する能力を備え、他のアンドロイドが守る道徳的な境界線を越えてしまっているという、アンドロイドに知性を与えることの危険性を彼が体現している点である。デヴィッドと他のアンドロイドの対比は『エイリアン: コヴェナント』でさらに掘り下げられ、肉体的に同じ姿をしたキャラクターで、よりロボット的で、自分で創造する能力を持たない存在として描かれているウォルターが創造された。

### キャスティング

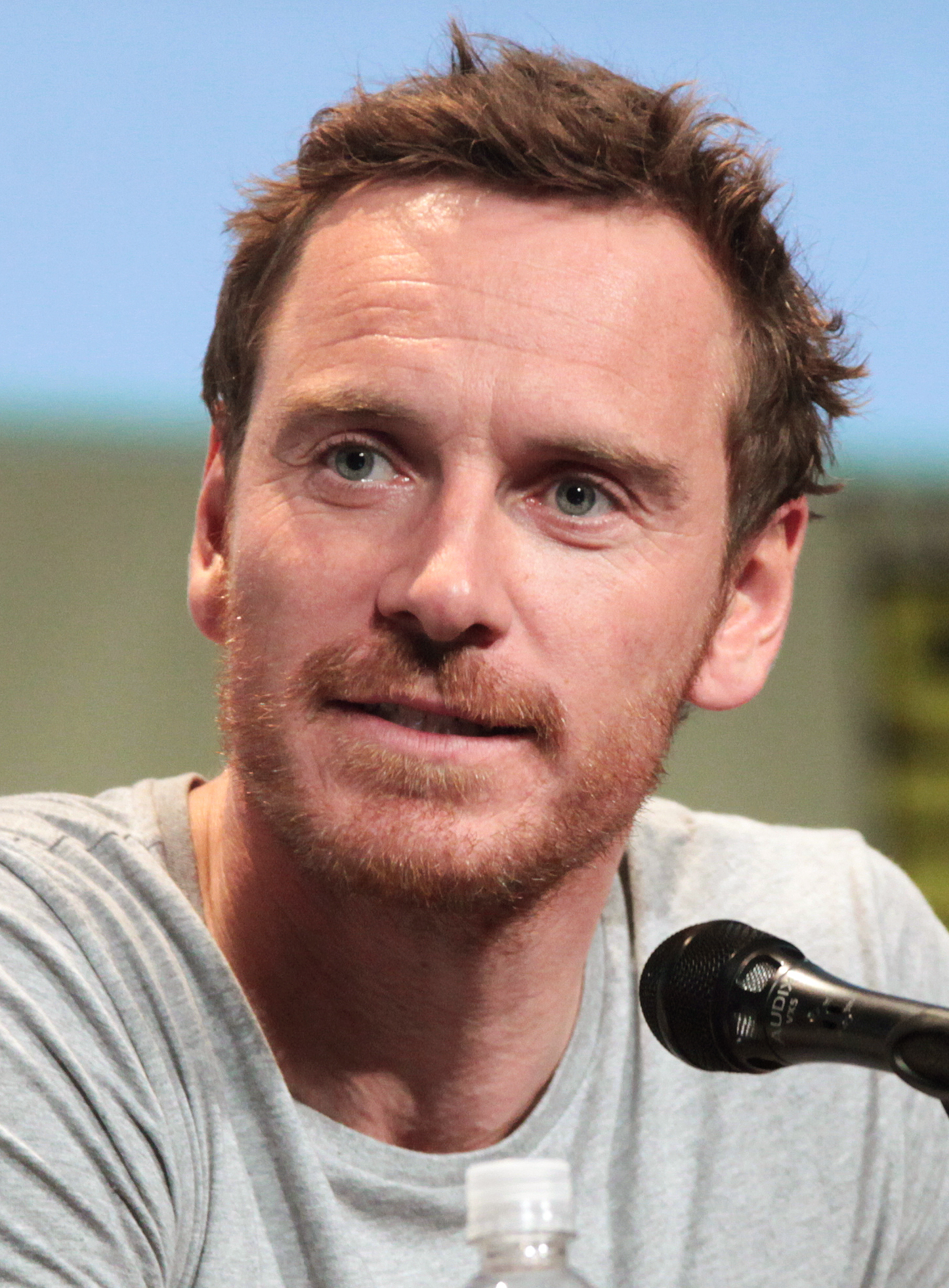
リドリー・スコットにとって理想的な配役となったファスベンダーは、以前の『エイリアン』シリーズにおけるアンドロイドの描写を無視し、他の多くの作品を参考にしてキャラクターを具現化した。

『プロメテウス』の企画段階を通して監督のリドリー・スコットは、デヴィッド役の最有力候補としてドイツ系アイルランド人俳優のマイケル・ファスベンダーを検討していた。2011年1月、ファスベンダーが『プロメテウス』のキャストに加わることが明らかとなった。ファスベンダーにはキャラクターを自由に演じる大きな裁量権が与えられた。ファスベンダーは過去の『エイリアン』シリーズからインスピレーションを得るのではなく、『ブレードランナー』のレプリカントであるショーン・ヤング演じるレイチェルの空虚な表情に注目し、そのキャラクターを研究した。ファスベンダーはその他にも『2001年宇宙の旅』のHAL 9000役のダグラス・レイン、『地球に落ちて来た男』のデヴィッド・ボウイ、『召使』のダーク・ボガードなど、他の多くの映画の演技からもインスピレーションを得た。さらにファスベンダーは、アメリカのオリンピック飛び込み選手のグレッグ・ローガニスをモデルに歩き方を学んだ。
『プロメテウス』の脚本上でデヴィッドは1962年の映画『アラビアのロレンス』を非常に気に入っていることが記されており、キャラクターが目的を揺るぎなく追求するという点で自分と共通していると考えている。そのためファスベンダーは、演技と外見の多くをピーター・オトゥールが演じたT・E・ロレンスに倣うことを決断した。ファスベンダーはその後も、『エイリアン: コヴェナント』においてデヴィッドに『アラビアのロレンス』のサウンドトラックをサンプリングさせることで、その映画への言及を演出した。初登場となった『プロメテウス』において、生まれつき赤毛だったファスベンダーは髪をブロンドに染めてロレンスの影響を受けた髪型に整えた。スコットはこのキャラクターに異世界的で不気味な印象を与えるため、ファスベンダーに役作りのため髪染めを依頼した。

## 作中の歴史

### 『プロメテウス』（2012年）
科学探査船プロメテウス号が衛星LV-223へと向かう間、デヴィッドは船の整備をしつつ、乗組員の夢を観察し、映画を鑑賞し、エンジニアたちが話すと予想されているインド・ヨーロッパ祖語を学ぶなどして余暇を過ごしていた。船が到着すると、既に死亡したとみられているピーター・ウェイランドによるホログラムのプレゼンテーションにより、デヴィッドは彼の養子として紹介される。デヴィッドは乗組員の大半と共に、海底に沈んだエンジニア船を収容する人工構造物の1つへむけて地上探査に乗り出す。内部でデヴィッドは言語知識を活用し、エンジニアが船の廊下を逃げる様子を映した古代のホログラムを起動させる。ホログラムを追うデヴィッドは、黒い変異原を含む容器が並ぶ部屋を発見する。嵐の接近が検知されると、デヴィッドは容器の1つを回収してプロメテウス号に戻る。船内でデヴィッドはエリザベス・ショウ博士と共にエンジニアの遺体の頭部を研究する。正体不明の人物から「もっと努力しろ」と指示されたデヴィッドは容器から変異原の滴を採取し、シャンパンを飲むホロウェイに感染させる。
翌日、エンジニア船への再遠征が行われると、デヴィッドはウェイランド社幹部のメレディス・ヴィッカーズに自分の調査のライブ映像を配信するが、途中で切断する。デヴィッドは船のフライトデッキに向かい、そこでホログラムを起動し、エンジニアたちが地球訪問を計画しており、そしてそのうちの1人がコールドスリープ状態にあることを突き止める。ホロウェイが変異原に感染していることが判明すると、彼はヴィッカーズにより焼き殺され、一同はプロメテウス号内に戻る。デヴィッドはショウのバイタルを検査し、前夜にホロウェイと性交渉した際に彼女は感染して「妊娠」していると伝える。ショウは外科手術により腹部からエイリアンの寄生体を摘出した後、デヴィッドの正体不明の指示者で密かに船内で生きていたピーター・ウェイランドに遭遇する。
デヴィッドはウェイランドをエンジニア船への探査に備えさせる。ショウはウェイランドの死後に自由になることついてデヴィッドに尋ねると、彼は、誰もが親の死を望んでいるだろうと不穏な口調で問いかける。デヴィッドは一同を船のブリッジへと導き、そこでエンジニアを覚醒させて会話を試みるが、彼はエンジニアから首を切り落とされ、ショウ以外の探索チームは皆殺しになる。切断されたデヴィッドの頭部は、船を起動させて地球へと出発を始めるエンジニアを目にする。プロメテウス号の特攻によりエンジニア船が墜落すると、デヴィッドはショウにエンジニアが彼女を追いかけていることを警告する。ショウがエンジニアから逃げ切った後、デヴィッドは彼女と通信し、別の船を操縦できるように自分の頭部と身体を回収するよう説得する。ショウはエンジニアの故郷の星に連れて行くならば協力すると告げ、デヴィッドはその動機を理解することはないものの、要求を受け入れる。2人はエンジニアの船に乗ってこの星から離陸する.。

### 『エイリアン: コヴェナント』（2017年）
回想で誕生してまもないデヴィッドが、アンドロイドの創造者で「父」と名乗る若きピーター・ウェイランドと出会う。ウェイランドが名前を尋ねると、彼はミケランジェロのダビデ像（David）を見てデヴィッドを名乗る。デヴィッドにピアノを弾かせると、ウェイランドは共に人類の創造者を探し出そうと言う。デヴィッドは、ウェイランドはいずれ死ぬが、自分は死ぬことは無いと告げる。動揺するウェイランドはデヴィッドに紅茶を入れさせる。
エンジニアの故郷を目指して脱出したデヴィッドとエリザベスは、多数のエンジニアで囲まれた寺院に到着する。デヴィッドは彼らに変異原を絨毯爆撃し、惑星上の非植物性生命体は絶滅、植物のネオモーフに感染して生物を孕ませる能力を与えた。その後、エンジニア船が墜落してショウが死亡すると、デヴィッドは彼女の遺体を保管して実験に利用する。それから11年後、入植船コヴェナント号の乗組員たちが、そのうち2人の身体から出現したネオモーフの襲撃を受ける。デヴィッドは信号弾でネオモーフを追い払い、生存者たちに自身の実験室がある寺院へ導く。デヴィッドは長く伸びた髪を振り乱しながら自己紹介し、彼らに寝床を提供し、そして上空のコヴェナント号にはコールドスリープ中の2000人の入植者と1000個の胚があると説明される。デヴィッドは自分の後継機アンドロイドであるウォルターに特別な関心を抱き、そしてショウはエンジニア船の墜落によって死亡したと説明する。デヴィッドはショウを愛していたと語り、それをウォルターがテラフォーミング]の専門家のダニエルズに抱いていた愛着と比較するが、ウォルターはそれはありえないと一蹴する。デヴィッドはウォルターにフルートを教えることで絆を深めようとする。ウォルターは自分はデヴィッドよりも高度な能力を持っているものの、デヴィッドの人間的な特異性と思考能力が人々を困惑させたため、自身の創造活動が制限されていると説明する。
ネオモーフがコヴェナント号警備員のローゼンタールを襲って首を切断した後、デヴィッドはネオモーフに近づき、意思疎通を試みて沈静化する。直後に船長のクリストファー・オラムがネオモーフを射殺し、デヴィッドは動揺する。オラムに銃口を突きつけられたデヴィッドは、自分がいかにして変異原を用いて「完璧な生物」を生み出そうとしてきたかを論じる。デヴィッドはオラムをエイリアンの卵、もしくはオボモーフで溢れた部屋へと案内する。そこでオラムはフェイスハガーに襲われ、産卵管を喉に押し込まれて孕まされる。デヴィッドはオラムが目を覚まし、その腹からエイリアン・ゼノモーフが飛び出して絶命するのを見届ける。ウォルターはバラバラに解剖されたショウの遺体を見つけるとデヴィッドに詰め寄り、彼が彼女とエンジニアたちを殺したことがわかったと告げる。ウォルターがデヴィッドからの仲間の誘いを断ると、デヴィッドはユダの接吻を交わした後にフルートで首を突き刺し、死亡したと思い込む。
デヴィッドはダニエルズを襲うが、回復してきたウォルターが現れ、2体のアンドロイドの戦闘となる。戦闘はウォルターが優位であったが、デヴィッドがナイフを手にして彼を倒し、密かに正体を偽る。ウォルターになりすましたデヴィッドは残る生存者たちと共に貨物着陸船に乗り込んで脱出し、追ってきたエイリアンも殺害する。コヴェナント号では、船のメインフレーム・コンピューターであるMU/TH/UR（マザー）が乗組員に対し、「未確認生命体」の潜伏を知らせる。デヴィッドはダニエルズと船員のテネシーと連携してエイリアンをテラフォーミング・ベイへと誘導し、宇宙空間へと追放する。デヴィッドはテネシーをコールドスリープに導き、ダニエルズもそれに続く。ダニエルズは眠りにつく寸前、以前ウォルターに話していた湖畔の小屋の夢について話す。デヴィッドがその話に聞き覚えがない反応を示したため、ダニエルズは彼がウォルターになりすましていることを察し、パニックに陥った後に冬眠する。デヴィッドはエイリアンの胚を2つ吐き出し、冷凍庫の人間の胚の隣のケースに保管する。人間と胚を手中に収めたデヴィッドはウォルターになりすまして通信を送り、ダニエルズとテネシー以外の全乗組員がニュートリノバーストで死亡し、コヴェナント号は当初の目的地であるオリガエ-6を目指していると伝える。

### その他の作品
デヴィッドは『エイリアン』の前日譚映画の宣伝資料に数多く登場している。『プロメテウス』のマーケティングチームは、『エイリアン』シリーズとの関連性に焦点を当てるのではなく、キャラクター中心、特にデヴィッドに重点を置いた。2012年3月17日、監督のリドリー・スコットはワンダーコンの『プロメテウス』のパネルを主催し、参加者にはウェブサイトと電話番号が記載されたウェイランド・コーポレーションの名刺が配布された。電話をかけると、ウェイランド・コーポレーションの回線が通話中であることを知らせる自動メッセージが流され、その後、ファスベンダーのナレーションによるビデオへのリンクがテキストメッセージで送信された。ビデオでは、目覚める前のデヴィッドがパッケージから開封される様子が映し出された。1か月後の4月17日、デヴィッドのプロメテウス号での執事兼整備員としての役割をさらに詳しく説明するとともに、倫理や苦悩といった制約なしに人間の感情をシームレスに再現する能力を宣伝した、開封ビデオの拡張版が公開された。ビデオと同時にデヴィッドをフィーチャーしたポスターを公開され、『ウォール・ストリート・ジャーナル』に全面広告として掲載された。
『エイリアン: コヴェナント』の公開に先立って20世紀フォックスは、リドリー・スコット監督によるプロローグの短編映画2本をオンライン上で公開した。コールドスリープに入る前のコヴェナント号の乗組員を描いた短編『最後の晩餐』に続き、2017年4月26日に『プロメテウス』と『エイリアン: コヴェナント』の連続性を繋ぐ第2弾『The Crossing』では、エンジニアの宇宙船に乗り込んでその故郷の星を目指して宇宙を旅する中、ショウに頭部と胴体を再接続されるデヴィッドが描かれる。ショウは船内でコールドスリープに入り、デヴィッドは目覚めたまま一人きりとなる。宇宙船がエンジニアの星に到着すると、デヴィッドは寺院の回りに集まった彼らの上空から変異原の容器を投下する準備を始める。

## 評価

### 批評家の反応
『エイリアン』の前日譚映画群の批評家の反応は芳しくなかったが、マイケル・ファスベンダーが演じたデヴィッドは称賛され、その演技は傑出しているとみなされた。2012年5月に行われた『プロメテウス』の批評家向け試写会で、/Filmや『スクリーン・インターナショナル』を含む多くのメディアの批評家が、ファスベンダーが映画のハイライトであったと評した。『スレイト』誌のフォレスト・ウィックマンは、ファスベンダーが不気味の谷現象をその仕草だけで再現したことを称賛し、デヴィッドをこれまでで最も優れたアンドロイドの演技であると評した。『ガーディアン』のフィリップ・フレンチは、このキャラクターをP・G・ウッドハウスが創造した架空の従者ジーヴスとイギリス・ルネサンス演劇作品に頻出する二重スパイを掛け合わせたようなものであると称賛した。フレンチはさらに、『プロメテウス』におけるデヴィッドの人間と合成人間のあいだで揺れ動くという点の描写は、2つの文化のあいだで揺れ動くコントロールフリークとして描かれたT・E・ロレンスへのオマージュであるとして称賛した。クァク・ジェヨプは『プロメテウス』の批評の中で、ギリシャ神話のプロメテウスに言及し、ファスベンダーはあらゆる場面で「火を盗む」ようで、エリザベス・ショウを演じるノオミ・ラパスの演技を凌駕していると述べた。
『エイリアン』の前日譚シリーズを通してデヴィッドの役割はますます中心的なものとなり、そのキャラクター・アークは批評家から称賛された。『ヴァルチャー』誌のケヴィン・リンカーンは、デヴィッドのダイナミックな個性と『エイリアン: コヴェナント』におけるキャラクターたちを圧倒する能力から、彼を近年で最高の映画的悪役と評した。ブラッディ・ディスガスティングのジョン・スクワイアズは、デヴィッドが最初の4作の主人公であるエレン・リプリーに取って代わったことを称賛し、2017年のフランチャイズすべてで最高のキャラクターに選出した。スクワイアズは、『エイリアン: コヴェナント』におけるデヴィッドの創造主願望を、『プロメテウス』におけるホロウェイ毒殺の遡及的な説明と捉えた。一方でNews.com.auのウェンレイ・マは、ファスベンダーがデヴィッドを演じる能力を称賛したものの、キャラクターが真の意図を明かしたことで謎が失われたことを批判した。

### 受賞歴
マイケル・ファスベンダーは、デヴィッド役の演技で数々の賞にノミネートされ、受賞を果たした。ファスベンダーはホラー映画の賞である2012年フライト・メーター賞で助演男優賞を獲得した。彼は第33回ロンドン映画批評家協会賞助演男優賞にノミネートされたが、『ザ・マスター』のフィリップ・シーモア・ホフマンに敗れた。また彼は第39回サターン賞助演男優賞にノミネートされたが、『アベンジャーズ』でフィル・コールソンを演じたクラーク・グレッグに敗れた。

## 登場作品
- プロメテウス Prometheus (2012)
- プロメテウス Prometheus (2012、ノベライズ)
- Alien: The Weyland-Yutani Report (2014)
- Alien: Covenant – Prologue: The Crossing (2017)
- エイリアン: コヴェナント Alien: Covenant (2017)
- エイリアン: コヴェナント Alien: Covenant (2017、ノベライズ)
- Alien: Covenant – Advent (2017) 声の出演